# Anagroidea himalayana
Anagroidea himalayana är en stekelart som först beskrevs av Mani och Saraswat 1973.  Anagroidea himalayana ingår i släktet Anagroidea och familjen dvärgsteklar. Inga underarter finns listade i Catalogue of Life.